# Шмуцтитул

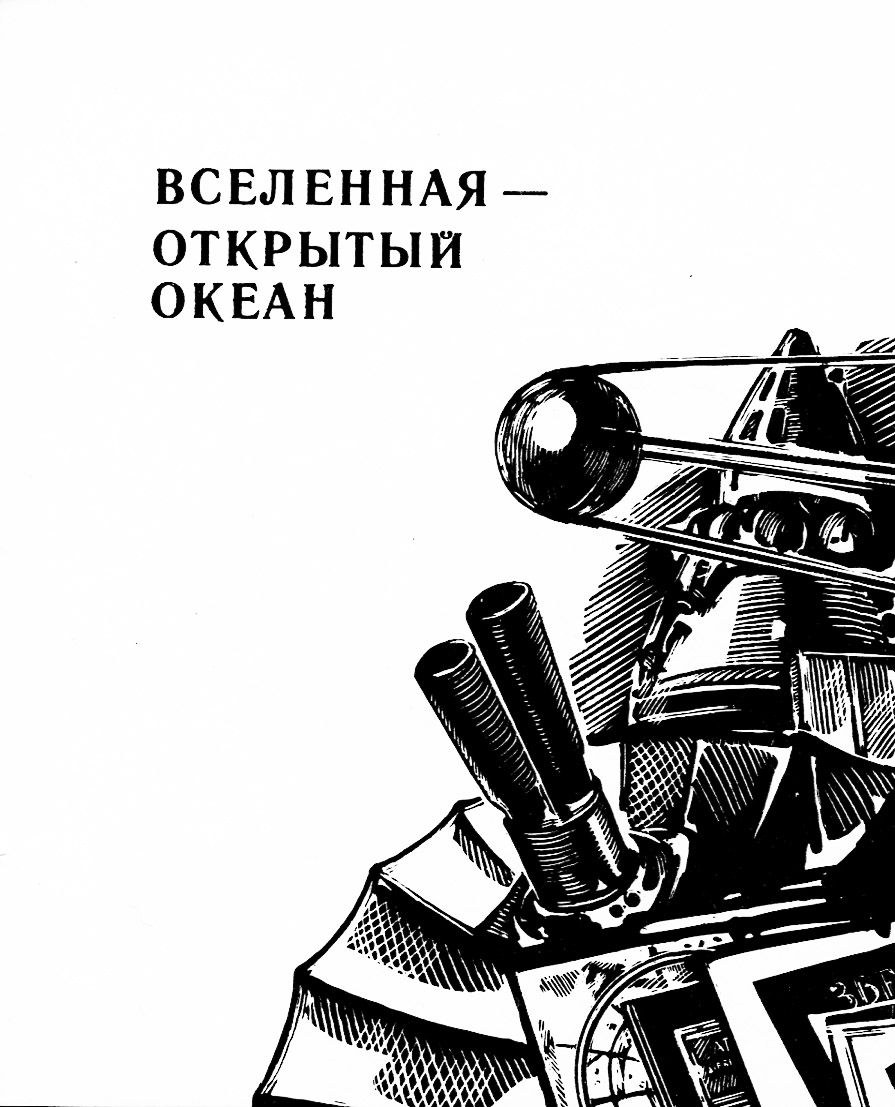
М. Курушин. Шмуцтитул книги «…И звезда с звездою говорит» (Пермь: Кн. изд-во, 1986)

Шмуцти́тул (нем. Schmutztitel) — специальная страница, предваряющая раздел книги.
Как правило, шмуцтитул содержит краткое название этой части или главы, эпиграф и т. д. Обычно располагается на правой печатной полосе с пустым оборотом. По исполнению шмуцтитул может быть наборным, рисованным, комбинированным, декоративным, сюжетно-иллюстративным — в зависимости от типа издания. При экономном оформлении издания шмуцтитул заменяется шапкой. Шапка — заголовок, помещённый в самом верху начальной полосы книги или её части, главы и отделённый от последующего текста крупным пробелом.
В книги часто добавляют шмуцтитул или вынос для удобства навигации по частям и разделам. Они привлекают внимание, так как взгляд читателя при беглом просмотре фиксирует такие страницы. При издании книги на шмуц стараются вынести ударные, смысловые цитаты или фразы.
В старопечатных книгах шмуцтитулом называли страницу, размещённую перед титульным листом для защиты последнего от грязи и порчи. Отсюда происходит название шмуцтитула: «Schmutz» по-немецки означает «грязь». Сегодня нечётную полосу перед титульным листом (как правило, это страница № 1) называют авантитул.